# Welthauptstadt Germania

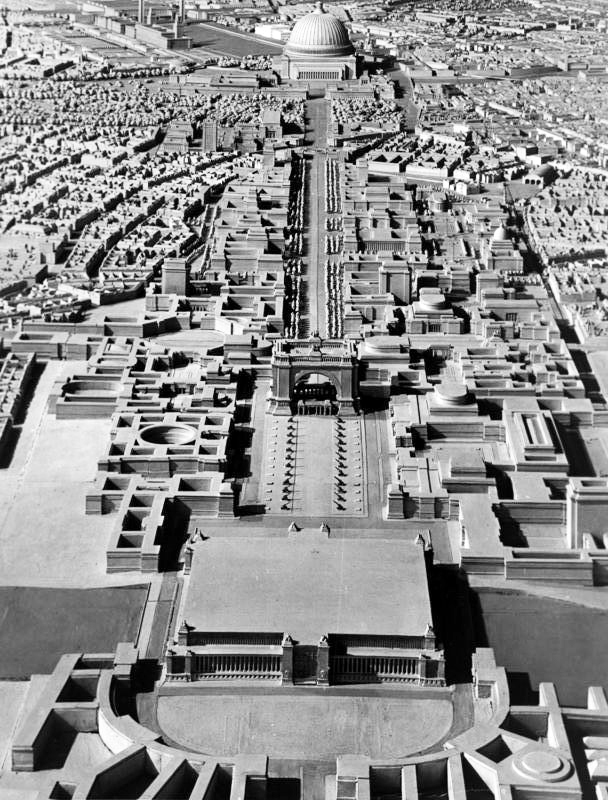
Welthauptstadt Germania (it. "Capitale mondiale Germania"): modellino dei progetti di Albert Speer per la nuova Berlino - particolare del vialone centrale cittadino dipartente dal complesso nel nuovo Arco di Trionfo (estremo sud) e terminante nella Große Halle (estremo nord).

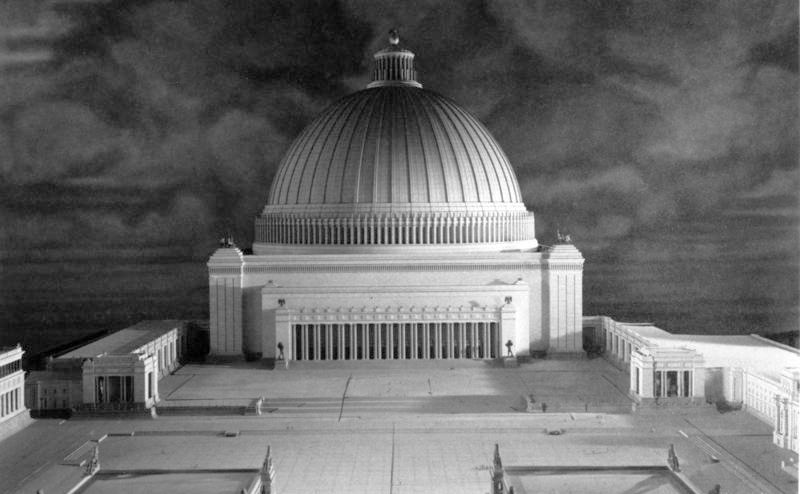
Welthauptstadt Germania: particolare della Große Halle.

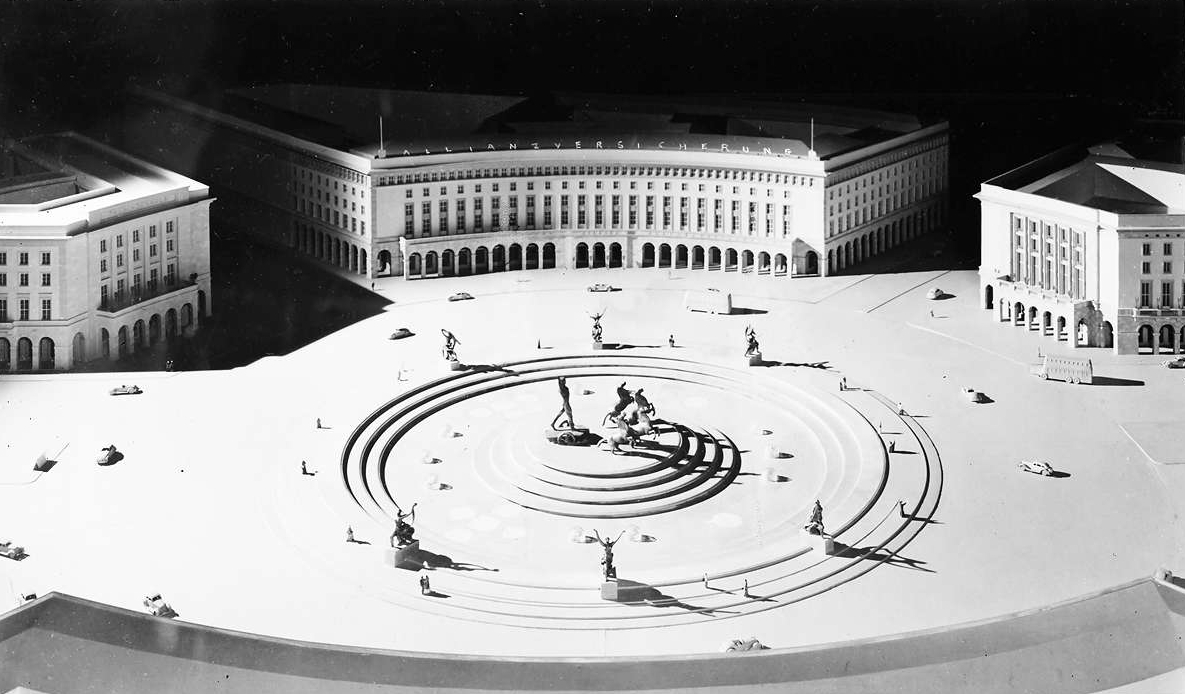
Welthauptstadt Germania: particolare della Rotonda di Tiergarten.

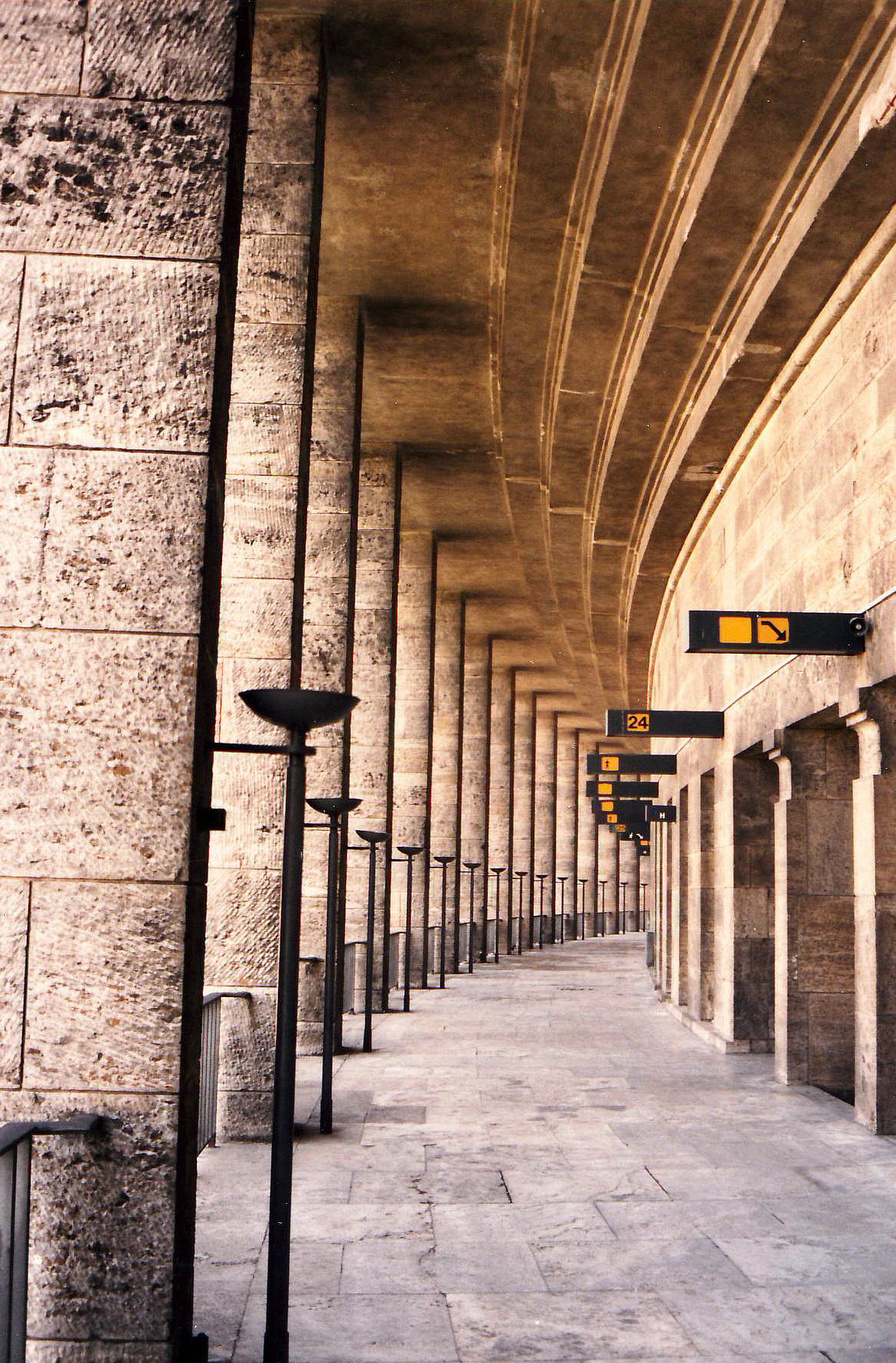
L'Olympiastadion di Werner March nel 1993, con la sua architettura originale intatta.

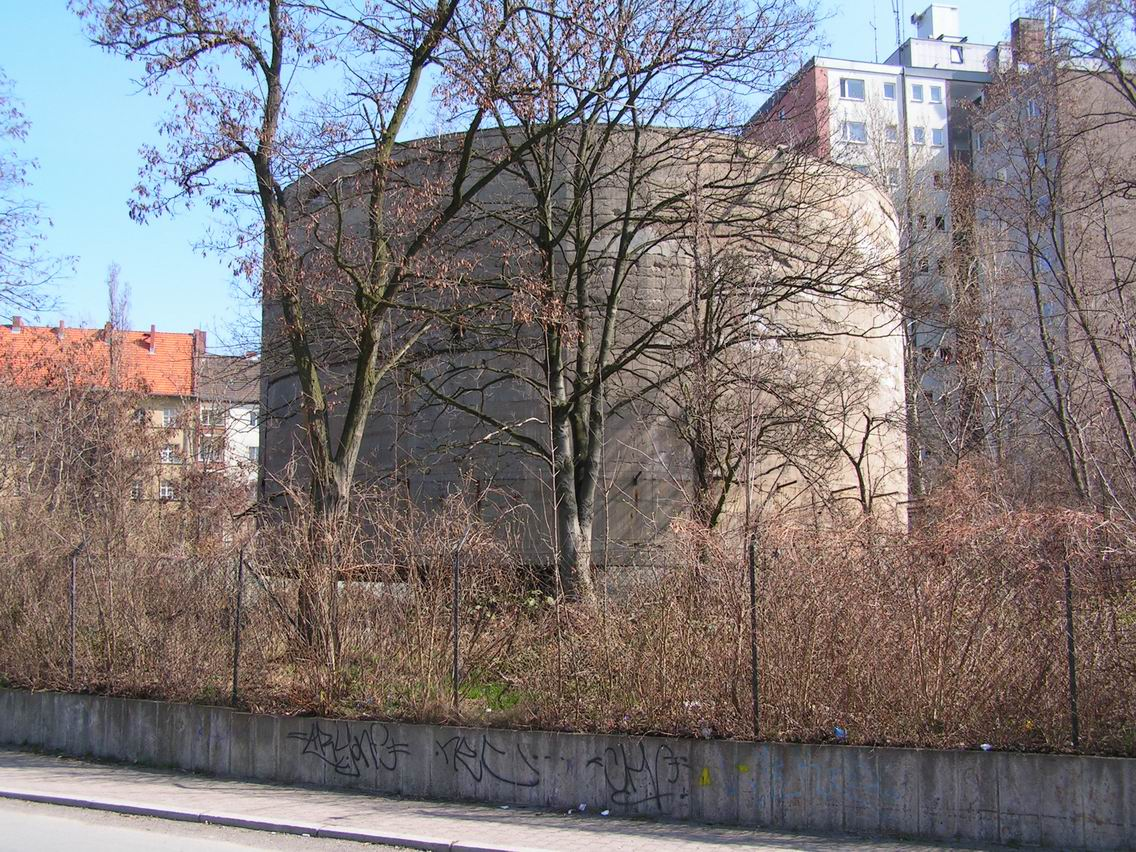
Lo Schwerbelastungskörper.

Welthauptstadt Germania (lett. "Capitale mondiale Germania") era l'ambizioso progetto architettonico immaginato da Adolf Hitler tramite il quale modificare profondamente la capitale tedesca Berlino dopo la vittoria nella Seconda guerra mondiale.
Albert Speer, Primo Architetto del Terzo Reich, ideò molti piani ma solo una piccola parte venne realizzata prima della guerra.

## Storia

### Progettazione iniziale
L'architettura di Berlino era considerata dal Nazismo troppo legata agli stili e alle convenzioni di fine Ottocento, quando si era formato l'Impero tedesco: Hitler sentiva infatti la necessità di porre la capitale della Germania al di sopra delle altre anche in termini estetici. Nell'autobiografia di Speer emerge tuttavia soltanto l'incarico ufficiale, conferitogli dal Fuhrer, per una riedificazione definita "Piano comprensivo di costruzione per la capitale del Reich" (de. Gesamtbauplan für die Reichshauptstadt).
L'uso di un diverso nome per Berlino da parte di Hitler è attestato dai registri della sua segreteria, resi pubblici nel dopoguerra: secondo le note stenografate l'8 giugno 1942, Hitler considerava la possibilità di rinominare la capitale "Germania" per imprimere forza ulteriore al progetto di unificare tutti coloro che appartenessero al "cuore razziale" germanico. Alcuni mesi dopo, Hitler avrebbe precisato che "come capitale mondiale, Berlino sarà comparabile soltanto con l'antico Egitto, con Babilonia e l'antica Roma".
Alcuni progetti furono realizzati, come la creazione di un grande asse attraverso la città che prevedeva l'allargamento dell'allora Charlottenburger Chaussee, oggi Straße des 17. Juni, e il posizionamento della Colonna della Vittoria al suo centro, distante dal Reichstag. Altri progetti, come la creazione della Große Halle, furono abbandonati a causa dell'inizio della guerra.

### La costruzione dell'Olympiastadion
La prima fase del progetto fu la costruzione dello Stadio Olimpico per le Olimpiadi del 1936 come celebrazione dell'ascesa del governo nazista.
Speer progettò anche una nuova Cancelleria, che comprendeva un vasto atrio lungo due volte la Galleria degli Specchi del Palazzo di Versailles; Hitler voleva costruire una terza Cancelleria, ancora più grande, anche se non venne mai iniziata. La seconda Cancelleria, durante i raid aerei su Berlino, fu solo leggermente danneggiata, subendo invece gravi danni durante la battaglia di Berlino tra aprile e maggio 1945, e venendo successivamente demolita per ordine delle forze di occupazione sovietiche dopo la fine della guerra.

### Edifici non realizzati
Quasi nessun altro edificio progettato per la Nuova Berlino venne mai costruito: la capitale, in particolare, doveva essere riorganizzata attorno ad un viale centrale lungo circa 5 km che attraversava il quartiere del Tiergarten e che, chiuso al traffico, avrebbe dovuto essere utilizzato per le parate. I veicoli avrebbero dovuto utilizzare un'autostrada sotterranea che scorreva direttamente sotto il viale: alcune sezioni di questa autostrada vennero costruite ed esistono ancora oggi.
All'estremità nord del viale Speer pianificò la costruzione di un enorme edificio a cupola, la Volkshalle ("Sala del popolo", anche nota come Große Halle), che sarebbe dovuto diventare il più grande spazio chiuso al mondo. Anche se la guerra iniziò prima della costruzione dell'edificio, vennero comunque acquistati i terreni e avviati i progetti: la Volkshalle sarebbe stata alta più di 200 metri con un diametro di 250 metri (sedici volte la cupola di San Pietro) e avrebbe dovuto essere sormontata da una colossale aquila metallica che, ad ali spiegate, affondava gli artigli in un globo terracqueo. All'estremità sud sarebbe invece stato costruito un arco, simile all'Arco di Trionfo di Parigi, ma anche in questo caso molto più grande: alto quasi un centinaio di metri, avrebbe potuto contenere quello francese all'interno della sua apertura.
Lo scoppio della Seconda guerra mondiale nel 1939 fece tuttavia rimandare la costruzione al termine del conflitto al fine di risparmiare materiali strategici.

### Problemi geologici
A causa dei dubbi sulla tenuta del terreno paludoso di Berlino venne realizzata una costruzione esplorativa, lo Schwerbelastungskörper, che esiste tuttora. L'edificio è costituito da un blocco estremamente pesante di cemento ed è dotato di strumenti per misurare lo sprofondamento.
Lo Schwerbelastungskörper affondò di circa 18 cm nei tre anni di test, mentre il valore massimo accettabile sarebbe stato di 6 cm. Questo test, condotto attraverso mezzi giganteschi, dimostrò che difficilmente il terreno avrebbe sopportato le strutture del progetto di Hitler senza ulteriori preparativi.

### Seconda guerra mondiale
Al momento dell'invasione dell'Unione Sovietica tramite la celebre Operazione Barbarossa nel giugno del 1941, Hitler era convinto di poter vincere la Seconda guerra mondiale entro il 1945: conseguentemente, pianificò il completamento della Welthauptstadt Germania per tenere una grande Esposizione universale a Berlino nel 1950.
Pensando di ritirarsi a Linz, il Führer aveva sviluppato anche alcune idee per la sua sepoltura: il suo corpo, infatti, avrebbe dovuto essere riportato nella capitale e inumato in un grandioso monumento ispirato al Pantheon romano e sormontato da una cupola dotata di "oculum", attraverso il quale i fenomeni atmosferici avrebbero dovuto avere libero accesso a uno strato di terra fertile che doveva essere lasciato indisturbato sopra la sua cripta. In tal modo Hitler sarebbe per sempre rimasto in una sorta di comunione mistica con la nazione, il popolo, la natura e i suoi elementi.

## Media
Robert Harris, nel romanzo di storia alternativa Fatherland del 1992, ipotizzò che la visione di una Berlino monumentale sognata da Hitler e Speer si realizzasse nel 1964. Nel film TV omonimo tratto dal romanzo, la Große Halle e l'Arco di Trionfo furono ricostruiti in digitale.
Il modellino di Welthaupstadt Germania compare anche in una scena del film La caduta - Gli ultimi giorni di Hitler.